# Richard Basehart
John Richard Basehart (ur. 31 sierpnia 1914 w Zanesville, zm. 17 września 1984 w Los Angeles) – amerykański aktor.
8 lutego 1960 otrzymał własną gwiazdę w Alei Gwiazd w Los Angeles znajdującą się przy 6276 Hollywood Boulevard.

## Życiorys
Urodził się w Zanesville w stanie Ohio jako jedno z pięciorga dzieci Mae (z domu Wetherald) i Harry’ego T. Baseharta, byłego aktora, który został redaktorem „The Zanesville Times–Signal”. Pracował jako reporter w gazecie swojego ojca i jako spiker radiowy w Zanesville i Columbus w Ohio, zanim rozpoczął karierę sceniczną w Hedgerow Theatre w Pensylwanii. Uczęszczał do prestiżowego Dramatic Workshop of the New School for Social Research w Nowym Jorku. 
W 1935 zadebiutował na Broadwayu w sztuce Roberta E. Sherwooda Rozkosz idioty. W 1943 wystąpił w spektaklu Kontratak w roli Weilera. Za rolę sceniczną sierżanta Lachlena McLachlena w sztuce Johna Patricka Porywcze serce w 1945 zdobył nagrodę New York Drama Critics’ Circle Award dla najbardziej obiecującego młodego aktora. 
Po raz pierwszy wystąpił na ekranie w roli poety Williama Williamsa w dramacie psychologicznym noir Alfreda L. Werkera Repeat Performance (1947) u boku Louisa Haywarda. W dreszczowcu Henry’ego Hathawaya Czternaście godzin (1951) zagrał Roberta Cosicka, wyniszczonego moralnie przez niekochających rodziców i strach, że nie jest w stanie zaspokoić szczęścia swej dziewczyny, staje na krawędzi budynku z myślą popełnienia samobójstwa. Jedną z jego najbardziej znaczących ról filmowych była rola akrobaty i klauna znanego jako „Szalony” w uznanym włoskim filmie Federico Felliniego La strada (1954). Wcielił się w tytułową postać Adolfa Hitlera w biograficznym dramacie wojennym Hitler (1962). Od 14 września 1964 do 31 marca 1968 grał postać admirała Harrimana „Harry’ego” Nelsona w serialu telewizyjnym ABC Podróż na dno morza (Voyage to the Bottom of the Sea). Został obsadzony w roli oficera Armii Konfederacji Henry’ego Wirza w dramacie PBS The Andersonville Trial (1970), prezydenta Woodrowa Wilsona w dramacie biograficznym CBS Pierwsza kobieta–prezydent (The First Woman President, 1974), generała George’a Washingtona w dramacie wojennym NBC Valley Forge (1975) i niemieckiego polityka Willy’ego Brandta w dramacie historycznym ABC 21 godzin w Monachium (21 Hours at Munich, 1976) z Franco Nero.
Był trzykrotnie żonaty: ze Stephanie Klein w latach 1940–1950, z Valentiną Cortese w latach 1951–1960 oraz z Dianą Lotery w latach 1962–1984.
Zmarł 17 września 1984 w Los Angeles po serii udarów w wieku 70 lat.

## Filmografia

### Filmy
- 1951: Czternaście godzin jako Robert Cosick
- 1951: Bagnet na broń jako kapral Denno
- 1953: Titanic jako George Healey
- 1954: La strada jako linoskoczek Szalony
- 1955: Niebieski ptak jako „Picasso”
- 1956: Moby Dick jako Ishmael
- 1958: Bracia Karamazow jako Iwan Karamazow
- 1963: Królowie słońca jako Ah Min
- 1972: Śmiercionośny ładunek jako dr Roy Caldwell
- 1977: Wyspa doktora Moreau jako głosiciel prawa
- 1979: Wystarczy być jako Vladimir Skrapinov

### Seriale
- 1961: Rawhide jako Tod Stone
- 1962: Alfred Hitchcock przedstawia jako Phillip Townsend / David Webber
- 1963: Combat! jako kapitan Steiner
- 1963: Alfred Hitchcock przedstawia jako Miles Crawford
- 1965: Zagubieni w kosmosie jako dyktafon czytający Szekspira (głos)
- 1970: Ironside jako Noel Seymour
- 1971: Strzały w Dodge City jako kapitan Aron Sligo
- 1972: Columbo – odc. „Sztylet umysłu” („Dagger of the Mind”) jako Nicholas Frame
- 1973: Hawaii Five-O jako Murdock
- 1976: Ulice San Francisco jako biskup Tim Farrow
- 1976: Domek na prerii jako Hannibal Applewood
- 1978: Jak zdobywano Dziki Zachód jako pułkownik Harry Albert Flint
- 1981: Statek miłości jako Stan Ellis
- 1982–86: Nieustraszony jako narrator (głos) / Wilton Knight

## Nagrody i nominacje
| Rok  | Nagroda                  | Kategoria                             | Film                      | Rezultat  |
| ---- | ------------------------ | ------------------------------------- | ------------------------- | --------- |
| 1949 | Photoplay Award          | Najlepsze występy miesiąca (grudzień) | Roseanna McCoy (1949)     | Wygrana   |
| 1951 | National Board of Review | Najlepszy aktor                       | Czternaście godzin (1951) | Wygrana   |
| 1956 | National Board of Review | Najlepszy aktor drugoplanowy          | Moby Dick (1956)          | Wygrana   |
| 1958 | Nagroda BAFTA            | Najlepszy aktor zagraniczny           | Time Limit (1957)         | Nominacja |